# ألونزو س. ويب
ألونزو س. ويب (بالإنجليزية: Alonzo C. Webb)‏ هو نقاش ‏ ورسام أمريكي، ولد في 1 أبريل 1888 في ناشفيل في الولايات المتحدة، وتوفي في 1975.